# Кодивила (Болоња)
Кодивила (итал. Codivilla) је насеље у Италији у округу Болоња, региону Емилија-Ромања.
Према процени из 2011. у насељу је живело 14 становника. Насеље се налази на надморској висини од 501 м.